# Halethota, Hosanagara
Halethota là một làng thuộc tehsil Hosanagara, huyện Shimoga, bang Karnataka, Ấn Độ.